# Rolland-vöcsök
A Rolland-vöcsök (Rollandia rolland) a madarak (Aves) osztályának vöcsökalakúak (Podicipediformes) rendjébe, ezen belül a vöcsökfélék (Podicipedidae) családjába tartozó faj.

## Rendszerezése
A fajt Jean René Constant Quoy és Joseph Paul Gaimard írták le 1824-ben, a Podiceps nembe Podiceps rolland néven.

## Alfajai
- Rollandia rolland chilensis (Lesson, 1828) - Peru déli része, Brazília délkeleti része és onnan délre Argentína és Chile területén át egészen a Tűzföldig és a Horn-fokig
- Rollandia rolland morrisoni (Simmons, 1962) - Peru középső része
- Rollandia rolland rolland (Quoy & Gaimard, 1824) - Falkland-szigetek

## Előfordulása
Argentína, Bolívia, Brazília, Chile, a Falkland-szigetek, Paraguay, Peru, a Déli-Georgia és Déli-Sandwich-szigetek, valamint Uruguay területén honos. Természetes élőhelyei az édesvízi tavak környéke. Vonuló faj.

## Megjelenése
Testhossza 36 centiméter.
|  |

## Természetvédelmi helyzete
Az elterjedési területe rendkívül nagy, egyedszáma ugyan csökken, de még nem éri el a kritikus szintet. A Természetvédelmi Világszövetség Vörös listáján nem fenyegetett fajként szerepel.